# Kurt Enoch
Kurt Enoch (* 22. November 1895 in Hamburg; † 15. Februar 1982 in Puerto Rico) war ein Verleger.

## Leben und Wirken
Kurt Enoch war ein Sohn des Hamburger Unternehmers und Verlegers Oscar Enoch (1860–1934) und der Rosa Neumann, er hatte zwei Geschwister. Seine liberalen jüdischen Eltern ermöglichten ihrem Sohn früh, Literatur zu studieren und sich zu bilden. Enoch studierte Nationalökonomie an der Universität Hamburg, unterbrochen von einem dreijährigen Kriegsdienst während des Ersten Weltkriegs. Nach der Promotion 1921 stieg er in die Firmengruppe ein, die sein Vater aufgebaut hatte. Hierzu gehörte auch der 1913 gegründete Verlag Gebrüder Enoch, dessen Leitung er übernahm.
Während der 1920er Jahre entwickelte Enoch den Verlag signifikant weiter. Er ersetzte Unterhaltungsliteratur durch bedeutende Neuerscheinung. Hierzu gehörten 1923 die Zwölf Litographien zu Christian Morgensterns Grotesken von Hans Reyersbach, Der Neger auf Scharhörn von Hans Leip aus dem Jahr 1927 und der Roman Die Lehrjahre des Herzens von Ernst Sander. 1924 verlegte er mit Vor dem Leben das Erstlingswerk Klaus Manns, von dem später drei weitere Werke im Enoch Verlag erschienen, darunter 1926 Der fromme Tanz. Im Bereich der Belletristik bot der Verlag Anthologien und Übersetzungen international erfolgreicher Romane an. Hinzu kamen Bildbände wie See, Sand, Sonne von Arvid Gutschow oder Hamburg von Albert Renger-Patzsch. Seit 1926 arbeitete Enoch aktiv im Deutschen Verlegerverein und im Börsenverein der Deutschen Buchhändler mit.
1932 übernahm Enoch Anteile an The Albatross Modern Continental Library. Diese Firma mit Sitz in Hamburg und Paris konzentrierte sich auf den Vertrieb englischsprachiger Taschenbücher. 1935 gelang es dem Unternehmen, den Konkurrenzverlag Tauchnitz Editions zu übernehmen. Kurt Enoch hatte aufgrund seiner jüdischen Herkunft jedoch keine weitere berufliche Zukunft im Unternehmen. Er veräußerte seine Anteile an den Geschäftspartner Christian Wegner, der den Verlag unter eigenem Namen weiterführte.
Im August 1936 wanderte Enoch nach Frankreich aus; ein Schritt, den er als kompletten Bruch mit seiner Vergangenheit ansah. Er gründete die Continenta, Imperia und die Enoch Ltd. mit Sitz in Paris und England. Nach Ausbruch des Zweiten Weltkriegs und dem Einmarsch deutscher Truppen in Frankreich musste Enoch die Verlags- und Vertriebsfirmen aufgeben. Er verbrachte kurze Zeit in Haft und konnte, unterstützt vom Emergency Rescue Committee, über die Pyrenäen und Portugal fliehen. Im Oktober 1940 reiste er mit seiner Frau und zwei Töchtern in die USA ein, wo er erneut als Verleger tätig wurde.
Ab 1942 arbeitete er als Vizepräsident der amerikanischen Tochterfirma von Penguin Books. 1945 übernahm er als deren Präsident Anteile an dem Unternehmen, das sich 1947 in The New American Library of World Literature (NAL) umbenannte. Der Verlag wollte „Good reading for the Millions“ in verschiedenen Sparten anbieten und druckte qualitativ hochwertig und ansprechend gestaltete Taschenbücher, die wenig kosteten und hohe Auflagen erreichten. NAL entwickelte sich zum erfolgreichsten Taschenbuchverlag in den USA, woran Enoch, der immer für seine „quality paperbacks“ warb, den entscheidenden Anteil hatte.
1949 reiste Enoch, der inzwischen die amerikanische Staatsbürgerschaft angenommen hatte, nochmals nach Hamburg. Er selbst sagte später, dass die Spaziergänge durch die Hamburger Innenstadt und alsternahen Stadtteile „sentimentale Reisen in die Vergangenheit“ gewesen seien, er sich hier jedoch nicht mehr habe heimisch fühlen konnte. 1968 ging Enoch in den Ruhestand. Später beriet er Druckereien und Verlage, zumeist mit Sitz in Israel.
Kurt Enoch verstarb im Februar 1982 auf Puerto Rico. Zahlreiche Aufsätze und Monografien stellen ihn als herausragenden Verleger dar. Der Journalist Herbert Mitgang bezeichnete ihn in einem Nachruf in der New York Times als „Pioneer in Paperback Publishing“ in den USA und Europa.